# Taça Brasil — Zona Sul
A Taça do Brasil era disputada entre os campeões estaduais. Estas fases eram divididas em zonas: Norte–Nordeste, Zona Sul, Zona Sudeste (depois Central), Zona Sudoeste, que se juntavam geralmente ao campeão Paulista e ao campeão carioca para fazerem as quartas de final ou semifinais da Taça Brasil.
O campeão do Grupo Leste (depois de 1961, do Grupo Central) da Taça Brasil, disputava com o vencedor do Grupo Sul para apurar o vencedor da Zona Sul da Taça Brasil.
Cabe dizer que nem todas as vezes o Grupo Sul era jogado unicamente por clubes da Região Sul, em 1961, por exemplo, Palmeiras ganhou o Grupo Sul e depois perdeu a decisão da Zona Sul para o America, do Rio de Janeiro.
O vencedor da Zona Sul da Taça Brasil envolveu o vencedor do Grupo Sul com o vencedor do Grupo Leste até 1961; de 1962 a 1965, envolveu o vencedor do Grupo Sul e do Grupo Central. Em 1967 e 1968 foi disputado em um triangular. O Fluminense e o America, hoje, do atual Estado do Rio de Janeiro, disputaram o torneio pelo Estado da Guanabara.

## Campeões
| Ano  | Campeão       | Vice        |
| 1959 | Grêmio        | Atlético    |
| 1960 | Fluminense    | Grêmio      |
| 1961 | America       | Palmeiras   |
| 1962 | Internacional | Cruzeiro    |
| 1963 | Grêmio        | Atlético    |
| 1964 | Atlético      | Metropol    |
| 1965 | Grêmio        | Siderúrgica |
| 1966 | Cruzeiro      | Grêmio      |